# ジャパカル+
『ジャパカル』は、2016年5月14日から、BS258チャンネル・Dlifeで放送されている情報バラエティ番組。

## 概要
日本の最新文化や情報を発信してきた番組『ジャパカル』がリニューアルして復活！番組内でスター候補生などを発掘し、ジャパニーズ・カルチャー発信！情報バラエティ番組。
ブロードキャスト・サテライト・ディズニー社が運営するBS258チャンネル・Dlifeで放送されており、放送時間は毎週土曜日9:30 - 10:00の30分となっている。また、番組終了後に公式サイトより期間限定で、同番組の無料動画配信も行っている。

## 出演者
- MC
  - あやまんJAPAN（あやまん監督・サムギョプサル和田・たまたまこ）

- MC代理
- あやまんJAPANユース（ロマンス中野・オッペケ亭もも奴）

- アシスタント MC
  - 高橋友希
- コーナーMC
  - シューマッハ（五味 侑也・中村 竜太郎）小田唯
- 特別審査員
  - 鈴木浩一朗

- ジャパガール 
  - （りょうか）
  - 桑原彩音
  - （伊集院友美）
  - （遠山しおり）
  - （新垣由奈）
  - （石月結希）
  - （姫乃稜菜）
  - （福島万璃夏）

- オーディションメンバー
  - 百瀬ゆい
  - 小原ゆず
  - 三浦孔美
  - 聖奈
  - 青木優里佳
  - 川本奈々
  - 鈴木月
  - 星乃未沙
  - ａｎｎａ
  - 大和鈴菜
  - 宮方知穂

他

## 主なコーナー
- ジャパカルオーディション
番組から将来のスター輩出を目指し、様々なオーディションを行っていくコーナー

- 印象が良くなるビューティーアップ
カリスマ美容師鈴木浩一朗がビューティーアップ術をレクチャー

- 今週のイケメン
街で見つけた良い男を紹介する映像コーナー

### スタジオゲスト
#1〜4
- パンチ佐藤

#5〜6
- 小悪魔agehaモデル りん、ほずにゃむ
- アミーゴベースボールクラブ 宮本かおり、高橋沙弥華
- ロマンス中野

## 主題歌
エンディングテーマ
- THE GOLD「エナジー」

## スタッフ
※2016年6月現在
- ナレーター：あおい
- 構成：荒井靖裕
- CAM：菊地隆、市川大祐
- 音声：川崎修
- 照明：プログレッソ
- 編集：森崎荘三
- MA：尾崎達哉
- 技術協力：スタジオブレーン、テックサービス
- 音楽協力：ATミュージック
- ディレクター：下村直人
- AP：細野潤一、宮下昇
- キャスティング：高橋是彦
- プロデューサー：吉井しげみ
- チーフプロデューサー：高木征太郎
- エグゼクティブプロデューサー：立川光昭
- 制作：東京コンテンツラボ
- 制作・製作著作：エムコンサルティンググループ